# Alma, Wisconsin
Alma là một thành phố thuộc quận Buffalo, tiểu bang Wisconsin, Hoa Kỳ. Năm 2000, dân số của thành phố này là 942 người.